# TWIST (矢沢永吉のアルバム)
『TWIST』（ツイスト）は、2010年6月9日に発売された矢沢永吉32作目のスタジオ・アルバム。

## 概要
発売日は「ロック」にかけて「KING OF ROCKの日」としている。アルバム制作は2010年元日頃開始。ロサンゼルスで行われた（制作開始日前日、『第60回NHK紅白歌合戦』サプライズ出演）。スタジオにギター、ICレコーダー、ビールを置き制作した本作について矢沢は「大人っぽくしたくない、かっこよくしたくない、きれいにしたくない」と語り、僅か3日間で30曲以上書き上げた。「ずっとあの時のまま…」「マブ」では、今の思いも伝えたいことで、小鹿涼と共作詞した。「サイコーな Rock You!」のMVとメイキング映像収録DVD付初回生産限定盤と通常盤の2形態で発売。

## 収録曲

### 通常盤・初回生産限定盤（CD)
| 全作曲: 矢沢永吉。 |                         |                  |            |      |
| #                  | タイトル                | 作詞             | 作曲・編曲 | 時間 |
| 1.                 | 「サイコーなRock You!」 | 小鹿涼           | 矢沢永吉   | 3:03 |
| 2.                 | 「Shake Me」            | Ginger           | 矢沢永吉   | 2:43 |
| 3.                 | 「危険（あぶな）い女」  | Ginger           | 矢沢永吉   | 3:33 |
| 4.                 | 「闇を抜けて」          | 高橋研           | 矢沢永吉   | 3:28 |
| 5.                 | 「古いカレンダー」      | 加藤ひさし       | 矢沢永吉   | 3:40 |
| 6.                 | 「long good-bye」       | 小鹿涼           | 矢沢永吉   | 2:46 |
| 7.                 | 「ずっとあの時のまま…」 | 小鹿涼・矢沢永吉 | 矢沢永吉   | 3:15 |
| 8.                 | 「ワニ革のスーツ」      | 加藤ひさし       | 矢沢永吉   | 2:58 |
| 9.                 | 「見つめあうだけで」    | 高橋研           | 矢沢永吉   | 3:26 |
| 10.                | 「HEY YOU…」            | Ginger           | 矢沢永吉   | 3:41 |
| 11.                | 「マブ」                | 小鹿涼・矢沢永吉 | 矢沢永吉   | 2:46 |
| 合計時間:          | 合計時間:               | 合計時間:        | 35:19      |      |

### 初回生産限定盤（DVD）
| #  | タイトル                              | 作詞 | 作曲・編曲 |
| -- | ------------------------------------- | ---- | ---------- |
| 1. | 「サイコーな Rock You!」(MUSIC CLIP)  |      |            |
| 2. | 「サイコーな Rock You!」(MAKING EDIT) |      |            |
| 3. | 「2010年ツアー情報」                  |      |            |

### 楽曲解説
1. サイコーな Rock You!
ロッテ「キシリトールガム」CM曲
2. Shake Me
郵便事業会社「ゆうパック」CMソング
3. 危険（あぶな）い女
4. 闇を抜けて
AXN『フラッシュフォワード』イメージソング
5. 古いカレンダー
6. long good-bye
7. ずっとあの時のまま…
8. ワニ革のスーツ
9. 見つめ合うだけで
10. HEY YOU…
トヨタ自動車「アルファード」CM曲
11. 「マブ」